# NGC 2034
NGC 2034 ist ein Emissionsnebel mit einem eingebetteten offenen Sternhaufen in der Großen Magellanschen Wolke im Sternbild Dorado. Der Sternhaufen wurde am 3. Januar 1837 vom Astronomen John Herschel in Südafrika entdeckt. Die Entdeckung wurde später im New General Catalogue verzeichnet.
Siehe auch: NGC 2002, NGC 2006, NGC 2027